# Diether Vásquez
Diether Hans Vásquez Soto (ur. 6 lipca 2003 w Limie) – peruwiański piłkarz występujący na pozycji skrzydłowego, od 2024 roku zawodnik Universidad César Vallejo.